# ديليا جريجوري
ديليا جريجوري (بالرومانية: Delia Grigore)‏ هي لغوية وكاتِبة وناشطة حقوق الإنسان رومانية، ولدت في 7 فبراير 1972 في غالاتس في رومانيا.